# 강성철 (로봇공학자)
강성철은 대한민국의 로봇공학자이다.
서울대 기계설계학과와 서울대 대학원 로봇공학 석,박사를 마쳤으며, 일본 기계기술연구소 2000년 JKF postdoc fellow, 2007년 Stanford대 방문연구원, 2010년 MIT 방문연구원 등을 역임했다. 석사를 마친 1991년부터 KIST 로봇기술연구센터 연구원, 선임연구원을 거쳐, 2010년 3월부터 바이오닉스연구단 책임연구원, 바이오닉스연구단장을 역임했다. KIST 로봇미디어연구소가 새로 생겨나면서 메디컬 로봇분야를 담당하며 로봇미디어연구소 책임연구원, 헬스케어로봇 그룹장 겸 달탐사추진단장도 역임하였다. 초기에는 필드로봇 분야 연구를 하다가 최근에는 수술로봇, 헬스케어 로봇 개발에 주력한 바 있다. 2019년 삼성전자 삼성리서치 로봇센터로 옮겨 서비스로봇 연구개발을 총괄하였다. '24년 5월 삼성전자 생산기술연구소 (GTR)에서 재직 후 현재는 자문역(퇴직)으로 전환되었다.

## 같이 보기
- 지능형 로봇
- 로봇산업
- 로봇인
- 로봇공학자